# Епархия Альбенги-Империи
Епархия Альбенги-Империи (лат. Dioecesis Albingaunensis-Imperiae, итал. Diocesi di Albenga-Imperia) епархия Римско-католической церкви, в составе митрополии Генуи, входящей в церковную область Лигурия. В настоящее время епархией управляет епископ Марио Оливери. Викарный епископ – Джорджо Бранкалеони.
Клир епархии включает 196 священников (139 епархиальных и 57 монашествующих священников), 17 диаконов, 73 монахов, 443 монахини.
Адрес епархии: Via Episcopio, 5 - 17031 Albenga (SV).

## Территория
В юрисдикцию епархии входят 163 приходов в 62 коммунах Лигурии: 30 в провинции Савона (западная часть) — Алассио, Альбенга, Андора, Арнаско, Балестрино, Бойссано, Боргетто-Санто-Спирито, Борджо-Верецци, Казанова-Лерроне, Кастельбьянко, Кастельвеккьо-ди-Рокка-Барбена, Чериале, Чизано-суль-Нева, Эрли, Гарленда, Джустениче, Лайгуэлья, Лоано, Мальоло, Назино, Онцо, Ортоверо, Пьетра-Лигуре, Стелланелло, Тестико, Тойрано, Тово-Сан-Джакомо, Вендоне, Вилланова-д'Альбенга и Дзуккарелло; 32 в провинции Империя (восточная часть) — Акуила-д'Арроша, Армо, Ауриго, Боргетто-д'Арроша, Боргомаро, Каравоника, Черво, Чезио, Кьюзанико, Кьюзавеккья, Чивецца, Козио-ди-Арроша, Диано-Арентино, Диано-Кастелло, Диано-Марина, Диано-Сан-Пьетро, Дольчедо, Империя, Лучинаско, Мендатика, Монтегроссо-Пьян-Латте, Пьетрабруна, Пьеве-ди-Теко, Понтедассио, Порнассио, Прела̀, Ранцо, Реццо, Сан-Бартоломео-аль-Маре, Вазия, Вессалико и Вилла-Фаральди.
Кафедра епископа находится в городе Альбенга в церкви Святого Михаила Архангела; в городе Империя находится сокафедральный собор Базилика Святого Маврикия.

## История
Предание связывает распространение христианства в Альбенге между 121 и 125 годами с именами мучеников Святого Калоджеро (Калогерия) из Брешии, судебного чиновника времен императора Адриана, и с ним Святых Фаустино (Фавстина) и Джовита (Иовиты). По мнению исследователей инициатором евангелизации Альбенги был Святой Калимеро (Калимер), епископ Милана, живший во второй половине II века.
Первым епископом, о котором свидетельствуют письменные источники, был Квинцио, в 451 году подписавшийся под соборным посланием Эусебио (Евсевия), епископа Милана к Папе Льву I Великому, в котором осуждались ереси Нестория и Евтихия. Первоначально епархия была епископством-суффраганством архиепархии Милана.
Затем, вплоть до XI века, информация о епископах Альбенги носит фрагментарный характер. В 1159 году Папа Александр III выделил епархии церковную провинцию из архиепархии Генуи, но, несмотря на это, в 1213 году Папа Иннокентий III подтвердил нахождение епархии Альбенги в составе митрополии Генуи.
21 апреля 1568 года в епархии была основана семинария, в 1622 году переехавшая в новое здание, а затем в 1929 году переехавшая в здание, в котором она находится сегодня.
2 февраля 1965 года приход в Назино, ранее принадлежавший епархии Мондови, был включен в состав епархии Альбенги.
1 декабря 1973 года название епархии было изменено на новое — епархия Альбенги-Империи.

## Ординарии епархии
- Квинцио (упомянут в 451);
- Онорато (упомянут в 585);
- Буоно (упомянут в 680);
- Святой Бенедетто да Таджа (885 — 16.2.900)
- Инго (упомянут в 940);
- Эримберто (упомянут в 1046);
- Диодато (1075 — 1098) — картузианец;
- Адельберто (1105 — 2.12.1124);
- Оттоне (1125 — 1142);
- Трукко I;
- Бонифачо I;
- Одоардо (1150 — 1155);
- Роберто (упомянут в 1159);
- Лантерио I (1171 — 1179);
- Алессандро (упомянут в 1180);
- Альнардо (1189 — 1198);
- Ибальдо Фиески (1198 — 1198 или 1199);
- Трукко II (упомянут в 1199);
- Оберто I (1205 — 1.10.1211);
- Энрико (упомянут в 1213);
- Оберто II (1217 — 1225);
- Симоне I (1230 — 1231);
- Бонифачо II;
- Синибальдо Фиески (1235 — 1238), избран папой по именем Иннокентий IV;
- Симоне II (1238);
- Империале Дория;
- Лантерио II (1250 — 1255);
- Ланфранко Негри (1255 — 1289) — францисканец;
- Николо Васкино (1290 — 1302) — францисканец;
- Эмануэле Спинола (1306 — 1320);
- Джованни (1320 — 1328) — францисканец;
- Федерико ди Чева (1330 — 1349);
- Джованни ди Чева (12.3.1349 — 15.9.1364) — назначен епископом Тортоны;
- Джованни Фиески (15.9.1364 — 1390);
- Джильберто Фиески (1390);
- Антонио да Понте (10.7.1419 — 1429);
- Маттео Дель Карретто (10.2.1429 — 1448);
  - Джорджо Фиески (31.7.1448 — 21.12.1459) — апостольский администратор;
  - Наполеоне Фиески (21.12.1459 — 1466) — апостольский администратор;
- Валерио Кальдерина (5.10.1466 — 1472);
- Джироламо Бассо делла Ровере (14.2.1472 — 5.10. 1476) — назначен епископом Реканати и Мачераты;
- Леонардо Маркези (5.10.1476 — 31.7.1513);
  - Бандинелло Саули (5.8.1513 — 19.11.1517) — апостольский администратор;
  - Джулио де Медичи (19.11.1517 — 5.5.1518) — апостольский администратор, избран папой по именем Климент VII;
- Джанджакомо ди Гамбарана (5.5.1518 — 1538);
  - Джироламо Гримальди (15.11.1538 — 27.11.1543) — апостольский администратор;
  - Джованни Баттиста Чикала (27.11.1543 — 30.3.1554) — апостольский администратор;
- Карло Чикала (30.3.1554 — 1572);
- Карло Гримальди (26.11.1572 — 1581);
- Орацио Маласпина (8.1.1582 — 1582) — избранный епископ;
- Люка Фиески (28.3.1582 — 1610);
- Доменико де Марини (1610 — 1616) — назначен архиепископом Генуи;
- Винченцо Ландинелли (3.8.1616 — 1624);
- Пьер Франческо Коста (29.11.1624 — 1653);
- Франческо де Марини (11.8.1655 — 29.3.1666) — назначен епископом Мольфетты;
- Джованни Томмазо Пинелли (29.3.1666 — 1688) — театинец;
- Альберто Блотто (24.1.1689 — 1689) — кармелит;
- Джорджо Спинола (1691 — 1714);
- Карло Мария Джузеппе де Форнари (15.11.1714 — 11.12.1730);
- Агостино Риварола (11.12.1730 — 1745);
- Костантино Серра (9.3.1746 — 23.12.1763) — сомаскинец;
- Джузеппе Франческо Мария делла Торре (11.5.1764 — 9.2.1779);
- Стефано Джустиниани (12.7.1779 — 1791);
- Паоло Маджоло (26.9.1791 — 7.8.1802);
- Анджело Винченцо Андреа Мария Дания (20.12.1802 — 6.9.1818) — доминиканец;
- Кармело Кордивиола (2.10.1820 — 29.8.1827);
  - Sede vacante (1827 — 1832);
- Винченцо Томмазо Пиратони (24.2.1832 — 25.10.1839) — доминиканец;
- Раффаэле Бьяле (27.4.1840 — 12.4.1870);
- Пьетро Анаклето Сибони (27.10.1871 — 23.6.1877);
- Гаэтано Алимонда (21.9.1877 — 12.5.1879);
- Филиппо Аллегро (12.5.1879 — 2.12.1910);
- Джозуэ Каттаросси (11.4.1911 — 21.11.1913) — назначен епископом Фельтре и Беллуно;
- Челсо Пачифико Карлетти (25.8.1914 — 12.10.1914) — избранный епископ;
- Анджело Камбьязо (22.1.1915 — 6.1.1946);
- Раффаэле Де Джули (18.2.1946 — 18.4.1963);
- Джильберто Барони (30.5.1963 — 27.3.1965) — назначен епископом Реджо-Эмилии;
- Алессандро Пьяца (18.5.1965 — 6.10.1990);
- Марио Оливери (с 6 октября 1990 года — до настоящего времени).

## Статистика
На конец 2006 года из 165 000 человек, проживающих на территории епархии, католиками являлись 163  000 человек, что соответствует 98,8% от общего числа населения епархии.
| год  | население | население | население | священники | священники        | священники         | священники                           | постоянные диаконы | монахи  | монахи  | приходы |
| год  | католики  | всего     | %         | всего      | белое духовенство | черное духовенство | число католиков на одного священника | постоянные диаконы | мужчины | женщины | приходы |
| ---- | --------- | --------- | --------- | ---------- | ----------------- | ------------------ | ------------------------------------ | ------------------ | ------- | ------- | ------- |
| 1905 | ?         | 119.280   | ?         | 571        | 485               | 86                 | ?                                    | ?                  | ?       | ?       | 170     |
| 1959 | 117.280   | 117.500   | 99,8      | 328        | 226               | 102                | 357                                  |                    | 140     | 935     | 169     |
| 1969 | 148.584   | 148.770   | 99,9      | 268        | 182               | 86                 | 554                                  |                    | 94      | 895     | 136     |
| 1980 | 165.500   | 165.792   | 99,8      | 252        | 168               | 84                 | 656                                  | 1                  | 111     | 786     | 192     |
| 1990 | 164.700   | 165.300   | 99,6      | 216        | 140               | 76                 | 762                                  | 2                  | 98      | 703     | 164     |
| 1999 | 162.000   | 164.000   | 98,8      | 197        | 129               | 68                 | 822                                  | 12                 | 84      | 481     | 162     |
| 2000 | 162.000   | 164.000   | 98,8      | 194        | 130               | 64                 | 835                                  | 14                 | 80      | 470     | 162     |
| 2001 | 162.000   | 164.000   | 98,8      | 192        | 131               | 61                 | 843                                  | 16                 | 77      | 470     | 162     |
| 2002 | 162.000   | 164.000   | 98,8      | 195        | 136               | 59                 | 830                                  | 16                 | 75      | 468     | 162     |
| 2003 | 162.000   | 164.000   | 98,8      | 182        | 128               | 54                 | 890                                  | 16                 | 72      | 464     | 162     |
| 2004 | 162.000   | 164.000   | 98,8      | 192        | 134               | 58                 | 843                                  | 17                 | 74      | 403     | 162     |
| 2006 | 163.000   | 165.000   | 98,8      | 196        | 139               | 57                 | 831                                  | 17                 | 73      | 443     | 163     |